# 로쿠고촌 (아이치현 니시카스가이군)
로쿠고촌(六郷村)은 아이치현 니시카스가이군에 설치되었던 촌이다. 현재의 나고야시 기타구 남동부 및 히가시구 북동부에 해당한다.